# Archivo Histórico Provincial de Guipúzcoa
El Archivo Histórico Provincial de Guipúzcoa (en euskera Gipuzkoako Probintziako Artxibo Historikoa) es un archivo estatal situado en el municipio español de Oñate, Guipúzcoa, que sirve como archivo histórico de la Diputación Foral de Guipúzcoa y como archivo intermedio de la Administración del Estado. Como tal, su función principal es custodiar, organizar, gestionar y conservar la documentación producida tanto por la diputación guipuzcoana como de las delegaciones territoriales que tiene la Administración del Estado en la provincia.
Abrió sus puertas el año 2005 y es de titularidad estatal, si bien desde 2018 su gestión esta en manos de la Diputación Foral de Guipúzcoa. Mediante ese traspaso de competencias, a dicho archivo provincial se incorporó el Archivo Histórico de Protocolos de Guipúzcoa y en consecuencia, el archivo de protocolos dejó el edificio de la Universidad de Oñate para trasladarse al nuevo edificio.

## Los fondos
Los fondos principales del Archivo Histórico Provincial de Guipúzcoa son los siguientes:

### Los fondos notariales
Los fondos notariales son las agrupaciones de documentos producidos por los escribanos o notarios en el ejercicio de sus funciones. Los escribanos y notarios son los oficiales públicos encargados de testimoniar los actos promovidos por particulares, de manera que confieren a dichos actos valor legal (compraventas, poderes, testamentos, matrimonios, etc.). Cada uno de los documentos que testimonia estos actos es una escritura notarial y éstos se agrupan en libros denominados protocolos (todos los documentos creados por un notario en un año configuran un protocolo). En el archivo  se conservan los protocolos de tres distritos notariales (el de Tolosa se conserva en el Archivo General de Guipúzcoa):
- El distrito notarial de Vergara, desde el siglo XVI hasta el año 1915.
- El distrito notarial de Azpeitia, entre los años 1498-1915.
- El distrito notarial de San Sebastián, entre los años 1501-1915.

### Los fondos de Contadurías de Hipotecas
Son el antecedente más cercano al actual registro de la propiedad. Las contadurías existieron en Guipúzcoa entre los años 1768 y 1862. Se trata de un sistema de registro de la noticia de aquellos actos jurídicos (compraventas, herencias,...) en los se utilizaron bienes inmuebles (casas, caseríos, terrenos,...) como garantía de un préstamo.  Este registro fue creado con el objeto de evitar que los inmuebles fueran vendidos sin que los compradores tuvieran conocimiento de la carga, la hipoteca, a la que estaban sometidos. Teniendo en cuenta lo habituales que eran las hipotecas de bienes en Guipúzcoa entre los siglos XVIII y XIX, es fácil entender la importancia de estos fondos como fuente de información para la historia de las casas y caseríos de Guipúzcoa y, en general, para la historia de múltiples aspectos de la historia económica o social del territorio histórico. En estos fondos se conservan documentos de los distritos judiciales de Azpeitia, Vergara, San Sebastián y Tolosa.

### El archivo y biblioteca de la Universidad Sancti Spiritus de Oñate
Constituye el fondo documental y la biblioteca de la Universidad de Oñate. El archivo conserva documentos entre los años 1480-1913 y la biblioteca. Por otra parte, el núcleo fundacional de la biblioteca es el constituido por los libros donados por su fundador, el obispo Rodrigo Mercado de Zuazola. Las obras de esta biblioteca son, sobre todo, obras clásicas, derecho, historia, lingüística, ciencias y religión y destaca una importante cantidad de incunables y post-incunables.

### Los fondos de la Administración periférica del Estado
Son fondos creados por las delegaciones que tiene la administración del Estado en Guipúzcoa.  Una vez que estos documentos han superado la fase activa, son transferidos al archivo histórico provincial. Entre ellos, se encuentran los siguientes fondos:
- Meteorología:producidos por la Delegación Territorial de AEMET en el País Vasco y el Observatorio de Meterorología de Igueldo.
- El fondo de la Delegación Provincial del Instituto Nacional de Estadística (INE) (1877-1969).
- El fondo de la Delegación Provincial del Comercio de Guipúzcoa.
- El fondo de la Delegación Provincial de la Comisaría de Abastecimientos y Transportes.
- El fondo de la Administración Económica de la Provincia de Guipúzcoa.
- El fondo de la Delegación Provincial de Hacienda.
- El fondo del Gobierno Civil.
- El fondo de la Subdelegación del gobierno.
- Los fondos penitenciarios de la prisión provincial de San Sebastián, de la prisión del partido judicial de Azpeitia, de la prisión del distrito de Tolosa, de la prisión del partido judicial de Vergara, de la prisión central de mujeres de Saturran.
- El fondo de la Delegación Provincial de Obras Públicas y Urbanismo.
- El fondo de la Delegación Provincial de Trabajo.
- El fondo de la Delegación Provincial del Instituto Nacional de Empleo.
- El fondo de la Delegación Provincial de la Organización Sindical.

### Los fondos patrimoniales y familiares
Se conserva el fondo de la familia Jauregui- Muñoz (1777- 1934).

### Los fondos comerciales y de empresas
Se custodian los documentos de la fábrica de Tabaco de San Sebastián (1883-2003).